# N-پروپیل-L-آرژینین
ان-پروپیل-ال-ارگینین (به انگلیسی: N-Propyl-L-arginine) با فرمول شیمیایی C9H20N4O2 یک ترکیب شیمیایی با شناسه پاب‌کم 447180 است. که جرم مولی آن ۲۱۶٫۲۸ گرم بر مول می‌باشد. 